# Life (Haddaway)
Life (in de Verenigde Staten uitgebracht onder de titel Life (Everybody Needs Somebody to Love)) is een single van de Trinidadiaans-Duitse zanger Haddaway. Het staat als zevende nummer op het debuutalbum The Album uit 1993, waar het de tweede single van was, na What Is Love. Op 30 juli dat jaar werd het nummer op single uitgebracht.

## Achtergrond
Life is geschreven en geproduceerd door Dee Dee Halligan en Junior Torello. Het is een eurodancenummer dat gaat over dat het leven nooit hetzelfde zal zijn als een relatie stopt. Het nummer volgde na de succesvolle debuutsingle van Haddaway What Is Love. Het succes van dat nummer werd niet geëvenaard, maar Life was ook een grote hit. Waarom de eerste single meer populariteit ervaarde, kwam volgens de zanger doordat het nummer een andere aanpak en betekenis heeft, waardoor het een ander publiek aantrok. In verschillende landen binnen en buiten Europa werd de single een hit. De hoogste notering werd gehaald in Zweden, waar de single de nummer 1-positie behaalde, net als in Finland, Spanje en de Eurochart Hot 100. De single stond verder in de top 3 van Duitsland, Oostenrijk, Zwitserland, Ierland, Litouwen, Italië, Denemarken en Noorwegen.
In Nederland werd de single in de zomer van 1993 veel gedraaid op de landelijke radiozenders en werd een grote hit. De single bereikte de 3e positie in zowel de Nederlandse Top 40 (tot 18 december 1993 uitgezonden door Veronica op Radio 3 en sinds 18 juni 1993 ook te horen op Radio 538) als de destijds nieuwe publieke hitlijst op Radio 3; de Mega Top 50.
In België bereikte de single de 3e positie in zowel de voorloper van de Vlaamse Ultratop 50 als de Vlaamse Radio 2 Top 30. 
Successen buiten Europa waren in Australië, de Verenigde Staten, Canada en Zimbabwe, met respectievelijk de 34e, 41e, 15e en 14e positie in de hitlijst.